# 景州站
景州站位于中华人民共和国河北省衡水市景县王谦寺镇邸家洼村，北距景县县城约10公里，是石济客运专线上的高铁站，2017年12月28日开通启用，由中国铁路北京局集团衡水车务段管辖。

## 歷史
- 2017年12月28日开通启用。

## 外部連結
- 中国铁路客户服务中心 （页面存档备份，存于）